# Liste der nordamerikanischen professionellen Sportfranchises
Die Liste der nordamerikanischen professionellen Sportfranchises enthält eine Übersicht über die Anzahl der nordamerikanischen Sportfranchises in den vier beliebtesten professionellen US-Sportligen Major League Baseball (MLB), National Basketball Association (NBA), National Football League (NFL) und National Hockey League (NHL) (zusammen Big Four genannt), sowie in der Major League Soccer (MLS) und der Canadian Football League (CFL) (zusammen Big Six genannt) sortiert nach Metropolregion.

## Sportfranchises nach Metropolregion
| Metropolregion                        | Land               | Einwohner (Stand 2022) | Big Six (B6)                          | Big Six (B6)                           | Big Six (B6)                            | Big Six (B6)                                          | Big Six (B6)                        | Big Six (B6)             | Anzahl B4 | Anzahl B6 |
| Metropolregion                        | Land               | Einwohner (Stand 2022) | Big Four (B4)                         | Big Four (B4)                          | Big Four (B4)                           | Big Four (B4)                                         | MLS                                 | CFL                      | Anzahl B4 | Anzahl B6 |
| Metropolregion                        | Land               | Einwohner (Stand 2022) | NFL                                   | MLB                                    | NBA                                     | NHL                                                   | MLS                                 | CFL                      | Anzahl B4 | Anzahl B6 |
| ------------------------------------- | ------------------ | ---------------------- | ------------------------------------- | -------------------------------------- | --------------------------------------- | ----------------------------------------------------- | ----------------------------------- | ------------------------ | --------- | --------- |
| New York Metropolitan Area            | Vereinigte Staaten | 19.617.869             | New York Giants New York Jets         | New York Yankees New York Mets         | New York Knicks Brooklyn Nets           | New York Rangers New York Islanders New Jersey Devils | New York Red Bulls New York City FC |                          | 9         | 11        |
| Greater Los Angeles Area              | Vereinigte Staaten | 12.872.322             | Los Angeles Rams Los Angeles Chargers | Los Angeles Dodgers Los Angeles Angels | Los Angeles Lakers Los Angeles Clippers | Los Angeles Kings Anaheim Ducks                       | LA Galaxy Los Angeles FC            |                          | 8         | 10        |
| Metropolregion Chicago                | Vereinigte Staaten | 9.441.957              | Chicago Bears                         | Chicago Cubs Chicago White Sox         | Chicago Bulls                           | Chicago Blackhawks                                    | Chicago Fire                        |                          | 5         | 6         |
| San Francisco Bay Area                | Vereinigte Staaten | 4.579.599              | San Francisco 49ers                   | San Francisco Giants Oakland Athletics | Golden State Warriors                   | San Jose Sharks                                       | San José Earthquakes                |                          | 5         | 6         |
| Dallas-Fort-Worth-Metroplex           | Vereinigte Staaten | 7.943.685              | Dallas Cowboys                        | Texas Ranger                           | Dallas Mavericks                        | Dallas Stars                                          | FC Dallas                           |                          | 4         | 5         |
| Metropolregion Washington             | Vereinigte Staaten | 6.373.756              | Washington Commanders                 | Washington Nationals                   | Washington Wizards                      | Washington Capitals                                   | D.C. United                         |                          | 4         | 5         |
| Metropolregion Delaware Valley        | Vereinigte Staaten | 6.241.164              | Philadelphia Eagles                   | Philadelphia Phillies                  | Philadelphia 76ers                      | Philadelphia Flyers                                   | Philadelphia Union                  |                          | 4         | 5         |
| Metropolregion Miami                  | Vereinigte Staaten | 6.139.340              | Miami Dolphins                        | Miami Marlins                          | Miami Heat                              | Florida Panthers                                      | Inter Miami                         |                          | 4         | 5         |
| Metropolregion Greater Boston         | Vereinigte Staaten | 4.900.550              | New England Patriots                  | Boston Red Sox                         | Boston Celtics                          | Boston Bruins                                         | New England Revolution              |                          | 4         | 5         |
| Metropolregion Minneapolis–Saint Paul | Vereinigte Staaten | 3.693.729              | Minnesota Vikings                     | Minnesota Twins                        | Minnesota Timberwolves                  | Minnesota Wild                                        | Minnesota United                    |                          | 4         | 5         |
| Metropolregion Denver                 | Vereinigte Staaten | 2.985.871              | Denver Broncos                        | Colorado Rockies                       | Denver Nuggets                          | Colorado Avalanche                                    | Colorado Rapids                     |                          | 4         | 5         |
| Metropolregion Phoenix                | Vereinigte Staaten | 5.015.678              | Arizona Cardinals                     | Arizona Diamondbacks                   | Phoenix Suns                            | Arizona Coyotes                                       |                                     |                          | 4         | 4         |
| Metro Detroit                         | Vereinigte Staaten | 4.345.761              | Detroit Lions                         | Detroit Tigers                         | Detroit Pistons                         | Detroit Red Wings                                     |                                     |                          | 4         | 4         |
| Greater Toronto Area                  | Kanada             | 6.685.620              |                                       | Toronto Blue Jays                      | Toronto Raptors                         | Toronto Maple Leafs                                   | Toronto FC                          | Toronto Argonauts        | 3         | 5         |
| Metropolregion Houston                | Vereinigte Staaten | 7.340.118              | Houston Texans                        | Houston Astros                         | Houston Rockets                         |                                                       | Houston Dynamo                      |                          | 3         | 4         |
| Metropolregion Atlanta                | Vereinigte Staaten | 6.222.106              | Atlanta Falcons                       | Atlanta Braves                         | Atlanta Hawks                           |                                                       | Atlanta United                      |                          | 3         | 4         |
| Metropolregion Seattle                | Vereinigte Staaten | 4.034.248              | Seattle Seahawks                      | Seattle Mariners                       |                                         | Seattle Kraken                                        | Seattle Sounders                    |                          | 3         | 4         |
| Tampa Bay Area                        | Vereinigte Staaten | 3.290.730              | Tampa Bay Buccaneers                  | Tampa Bay Rays                         |                                         | Tampa Bay Lightning                                   |                                     |                          | 3         | 3         |
| Metropolregion Pittsburgh             | Vereinigte Staaten | 2.349.172              | Pittsburgh Steelers                   | Pittsburgh Pirates                     |                                         | Pittsburgh Penguins                                   |                                     |                          | 3         | 3         |
| Metropolregion Cleveland              | Vereinigte Staaten | 2.063.132              | Cleveland Browns                      | Cleveland Guardians                    | Cleveland Cavaliers                     |                                                       |                                     |                          | 3         | 3         |
| Greater St. Louis                     | Vereinigte Staaten | 2.801.319              |                                       | St. Louis Cardinals                    |                                         | St. Louis Blues                                       | St. Louis City                      |                          | 2         | 3         |
| Metropolregion Charlotte              | Vereinigte Staaten | 2.756.069              | Carolina Panthers                     |                                        | Charlotte Hornets                       |                                                       | Charlotte FC                        |                          | 2         | 3         |
| Metropolregion Cincinnati             | Vereinigte Staaten | 2.265.051              | Cincinnati Bengals                    | Cincinnati Reds                        |                                         |                                                       | FC Cincinnati                       |                          | 2         | 3         |
| Metropolregion Kansas City            | Vereinigte Staaten | 2.209.494              | Kansas City Chiefs                    | Kansas City Royals                     |                                         |                                                       | Sporting Kansas City                |                          | 2         | 3         |
| Metropolregion Nashville              | Vereinigte Staaten | 2.046.828              | Tennessee Titans                      |                                        |                                         | Nashville Predators                                   | Nashville SC                        |                          | 2         | 3         |
| Metropolregion Baltimore              | Vereinigte Staaten | 2.835.672              | Baltimore Ravens                      | Baltimore Orioles                      |                                         |                                                       |                                     |                          | 2         | 2         |
| Las Vegas Valley                      | Vereinigte Staaten | 2.322.985              | Las Vegas Raiders                     |                                        |                                         | Vegas Golden Knights                                  |                                     |                          | 2         | 2         |
| Metropolregion Indianapolis           | Vereinigte Staaten | 2.141.779              | Indianapolis Colts                    |                                        | Indiana Pacers                          |                                                       |                                     |                          | 2         | 2         |
| Metropolregion Milwaukee              | Vereinigte Staaten | 1.559.792              |                                       | Milwaukee Brewers                      | Milwaukee Bucks                         |                                                       |                                     |                          | 2         | 2         |
| Metropolregion New Orleans            | Vereinigte Staaten | 1.246.176              | New Orleans Saints                    |                                        | New Orleans Pelicans                    |                                                       |                                     |                          | 2         | 2         |
| Metropolregion Buffalo–Cheektowaga    | Vereinigte Staaten | 1.161.192              | Buffalo Bills                         |                                        |                                         | Buffalo Sabres                                        |                                     |                          | 2         | 2         |
| Metropolregion Montreal               | Kanada             | 4.378.800              |                                       |                                        |                                         | Canadiens de Montréal                                 | CF Montreal                         | Montreal Alouettes       | 1         | 3         |
| Metro Vancouver                       | Kanada             | 2.842.730              |                                       |                                        |                                         | Vancouver Canucks                                     | Vancouver Whitecaps                 | BC Lions                 | 1         | 3         |
| Greater Orlando                       | Vereinigte Staaten | 2.764.182              |                                       |                                        | Orlando Magic                           |                                                       | Orlando City                        |                          | 1         | 2         |
| Metropolregion Portland               | Vereinigte Staaten | 2.509.489              |                                       |                                        | Portland Trail Blazers                  |                                                       | Portland Timbers                    |                          | 1         | 2         |
| Metropolregion Columbus               | Vereinigte Staaten | 2.161.511              |                                       |                                        |                                         | Columbus Blue Jackets                                 | Columbus Crew                       |                          | 1         | 2         |
| Metropolregion Calgary                | Kanada             | 1.608.340              |                                       |                                        |                                         | Calgary Flames                                        |                                     | Calgary Stampeders       | 1         | 2         |
| Edmonton Capital Region               | Kanada             | 1.516.720              |                                       |                                        |                                         | Edmonton Oilers                                       |                                     | Edmonton Elks            | 1         | 2         |
| Ottawa                                | Kanada             | 1.498.610              |                                       |                                        |                                         | Ottawa Senators                                       |                                     | Ottawa RedBlacks         | 1         | 2         |
| Metropolregion Salt Lake City         | Vereinigte Staaten | 1.266.191              |                                       |                                        | Utah Jazz                               |                                                       | Real Salt Lake                      |                          | 1         | 2         |
| Winnipeg Capital Region               | Kanada             | 871.780                |                                       |                                        |                                         | Winnipeg Jets                                         |                                     | Winnipeg Blue Bombers    | 1         | 2         |
| San Diego County                      | Vereinigte Staaten | 3.276.208              |                                       | San Diego Padres                       |                                         |                                                       |                                     |                          | 1         | 1         |
| Greater San Antonio                   | Vereinigte Staaten | 2.655.342              |                                       |                                        | San Antonio Spurs                       |                                                       |                                     |                          | 1         | 1         |
| Metropolregion Sacramento             | Vereinigte Staaten | 2.416.702              |                                       |                                        | Sacramento Kings                        |                                                       |                                     |                          | 1         | 1         |
| Metropolregion Jacksonville           | Vereinigte Staaten | 1.675.668              | Jacksonville Jaguars                  |                                        |                                         |                                                       |                                     |                          | 1         | 1         |
| Metropolregion Oklahoma City          | Vereinigte Staaten | 1.459.380              |                                       |                                        | Oklahoma City Thunder                   |                                                       |                                     |                          | 1         | 1         |
| Metropolregion Memphis                | Vereinigte Staaten | 1.332.305              |                                       |                                        | Memphis Grizzlies                       |                                                       |                                     |                          | 1         | 1         |
| Metropolregion Raleigh-Cary           | Vereinigte Staaten | 1.484.338              |                                       |                                        |                                         | Carolina Hurricanes                                   |                                     |                          | 1         | 1         |
| Metropolregion Green Bay              | Vereinigte Staaten | 330.292                | Green Bay Packers                     |                                        |                                         |                                                       |                                     |                          | 1         | 1         |
| Greater Austin                        | Vereinigte Staaten | 2.421.115              |                                       |                                        |                                         |                                                       | Austin FC                           |                          | 0         | 1         |
| Hamilton                              | Kanada             | 821.840                |                                       |                                        |                                         |                                                       |                                     | Hamilton Tiger-Cats      | 0         | 1         |
| Regina                                | Kanada             | 268.800                |                                       |                                        |                                         |                                                       |                                     | Saskatchewan Roughriders | 0         | 1         |
| Gesamt                                |                    |                        | 32                                    | 30                                     | 30                                      | 32                                                    | 29                                  | 9                        | 124       | 162       |

## Sportfranchises nach Bundesstaat
| US-Bundesstaat/ Provinz (Kanada) | Einwohner (Stand 2022) | Big Six (B6)                                              | Big Six (B6)                                                                                   | Big Six (B6)                                                                   | Big Six (B6)                                       | Big Six (B6)                                  | Big Six (B6)                                           | Anzahl B4 | Anzahl B6 |
| US-Bundesstaat/ Provinz (Kanada) | Einwohner (Stand 2022) | Big Four (B4)                                             | Big Four (B4)                                                                                  | Big Four (B4)                                                                  | Big Four (B4)                                      | MLS                                           | CFL                                                    | Anzahl B4 | Anzahl B6 |
| US-Bundesstaat/ Provinz (Kanada) | Einwohner (Stand 2022) | NFL                                                       | MLB                                                                                            | NBA                                                                            | NHL                                                | MLS                                           | CFL                                                    | Anzahl B4 | Anzahl B6 |
| -------------------------------- | ---------------------- | --------------------------------------------------------- | ---------------------------------------------------------------------------------------------- | ------------------------------------------------------------------------------ | -------------------------------------------------- | --------------------------------------------- | ------------------------------------------------------ | --------- | --------- |
| Kalifornien                      | 39.030.000             | Los Angeles Chargers Los Angeles Rams San Francisco 49ers | Los Angeles Angels Los Angeles Dodgers Oakland Athletics San Diego Padres San Francisco Giants | Golden State Warriors Los Angeles Clippers Los Angeles Lakers Sacramento Kings | Anaheim Ducks Los Angeles Kings San Jose Sharks    | LA Galaxy Los Angeles FC San José Earthquakes |                                                        | 15        | 18        |
| Florida                          | 22.240.000             | Jacksonville Jaguars Miami Dolphins Tampa Bay Buccaneers  | Miami Marlins Tampa Bay Rays                                                                   | Miami Heat Orlando Magic                                                       | Florida Panthers Tampa Bay Lightning               | Inter Miami Orlando City                      |                                                        | 9         | 11        |
| Texas                            | 30.030.000             | Dallas Cowboys Houston Texans                             | Houston Astros Texas Rangers                                                                   | Dallas Mavericks Houston Rockets San Antonio Spurs                             | Dallas Stars                                       | Austin FC FC Dallas Houston Dynamo            |                                                        | 8         | 11        |
| New York                         | 19.680.000             | Buffalo Bills                                             | New York Mets New York Yankees                                                                 | Brooklyn Nets New York Knicks                                                  | Buffalo Sabres New York Islanders New York Rangers | New York City FC a                            |                                                        | 8         | 9         |
| Pennsylvania                     | 12.970.000             | Philadelphia Eagles Pittsburgh Steelers                   | Philadelphia Phillies Pittsburgh Pirates                                                       | Philadelphia 76ers                                                             | Philadelphia Flyers Pittsburgh Penguins            | Philadelphia Union                            |                                                        | 7         | 8         |
| Ohio                             | 11.760.000             | Cincinnati Bengals Cleveland Browns                       | Cincinnati Reds Cleveland Guardians                                                            | Cleveland Cavaliers                                                            | Columbus Blue Jackets                              | Columbus Crew FC Cincinnati                   |                                                        | 6         | 8         |
| Illinois                         | 12.580.000             | Chicago Bears                                             | Chicago Cubs Chicago White Sox                                                                 | Chicago Bulls                                                                  | Chicago Blackhawks                                 | Chicago Fire                                  |                                                        | 5         | 6         |
| Ontario                          | 15.122.900             |                                                           | Toronto Blue Jays                                                                              | Toronto Raptors                                                                | Ottawa Senators Toronto Maple Leafs                | Toronto FC                                    | Hamilton Tiger-Cats Ottawa RedBlacks Toronto Argonauts | 4         | 8         |
| Massachusetts                    | 6.980.000              | New England Patriots                                      | Boston Red Sox                                                                                 | Boston Celtics                                                                 | Boston Bruins                                      | New England Revolution                        |                                                        | 4         | 5         |
| Missouri                         | 6.180.000              | Kansas City Chiefs                                        | Kansas City Royals St. Louis Cardinals                                                         |                                                                                | St. Louis Blues                                    | St. Louis City                                |                                                        | 4         | 5         |
| Colorado                         | 5.840.000              | Denver Broncos                                            | Colorado Rockies                                                                               | Denver Nuggets                                                                 | Colorado Avalanche                                 | Colorado Rapids                               |                                                        | 4         | 5         |
| Minnesota                        | 5.720.000              | Minnesota Vikings                                         | Minnesota Twins                                                                                | Minnesota Timberwolves                                                         | Minnesota Wild                                     | Minnesota United                              |                                                        | 4         | 5         |
| Arizona                          | 7.360.000              | Arizona Cardinals                                         | Arizona Diamondbacks                                                                           | Phoenix Suns                                                                   | Arizona Coyotes                                    |                                               |                                                        | 4         | 4         |
| Michigan                         | 10.030.000             | Detroit Lions                                             | Detroit Tigers                                                                                 | Detroit Pistons                                                                | Detroit Red Wings                                  |                                               |                                                        | 4         | 4         |
| Georgia                          | 10.910.000             | Atlanta Falcons                                           | Atlanta Braves                                                                                 | Atlanta Hawks                                                                  |                                                    | Atlanta United                                |                                                        | 3         | 4         |
| North Carolina                   | 10.700.000             | Carolina Panthers                                         |                                                                                                | Charlotte Hornets                                                              | Carolina Hurricanes                                | Charlotte FC                                  |                                                        | 3         | 4         |
| New Jersey                       | 9.260.000              | New York Giants New York Jets                             |                                                                                                |                                                                                | New Jersey Devils                                  | New York Red Bulls                            |                                                        | 3         | 4         |
| Washington                       | 7.790.000              | Seattle Seahawks                                          | Seattle Mariners                                                                               |                                                                                | Seattle Kraken                                     | Seattle Sounders                              |                                                        | 3         | 4         |
| Tennessee                        | 7.050.000              | Tennessee Titans                                          |                                                                                                | Memphis Grizzlies                                                              | Nashville Predators                                | Nashville SC                                  |                                                        | 3         | 4         |
| District of Columbia             | 670.000                | b                                                         | Washington Nationals                                                                           | Washington Wizards                                                             | Washington Capitals                                | D.C. United                                   |                                                        | 3         | 4         |
| Maryland                         | 6.160.000              | Baltimore Ravens Washington Commanders                    | Baltimore Orioles                                                                              |                                                                                |                                                    |                                               |                                                        | 3         | 3         |
| Wisconsin                        | 5.890.000              | Green Bay Packers                                         | Milwaukee Brewers                                                                              | Milwaukee Bucks                                                                |                                                    |                                               |                                                        | 3         | 3         |
| Alberta                          | 4.516.300              |                                                           |                                                                                                |                                                                                | Calgary Flames Edmonton Oilers                     |                                               | Calgary Stampeders Edmonton Elks                       | 2         | 4         |
| Indiana                          | 6.830.000              | Indianapolis Colts                                        |                                                                                                | Indiana Pacers                                                                 |                                                    |                                               |                                                        | 2         | 2         |
| Louisiana                        | 4.590.000              | New Orleans Saints                                        |                                                                                                | New Orleans Pelicans                                                           |                                                    |                                               |                                                        | 2         | 2         |
| Nevada                           | 3.180.000              | Las Vegas Raiders                                         |                                                                                                |                                                                                | Vegas Golden Knights                               |                                               |                                                        | 2         | 2         |
| Québec                           | 8.683.200              |                                                           |                                                                                                |                                                                                | Canadiens de Montréal                              | CF Montreal                                   | Montreal Alouettes                                     | 1         | 3         |
| British Columbia                 | 5.344.900              |                                                           |                                                                                                |                                                                                | Vancouver Canucks                                  | Vancouver Whitecaps                           | BC Lions                                               | 1         | 3         |
| Oregon                           | 4.240.000              |                                                           |                                                                                                | Portland Trail Blazers                                                         |                                                    | Portland Timbers                              |                                                        | 1         | 2         |
| Utah                             | 3.380.000              |                                                           |                                                                                                | Utah Jazz                                                                      |                                                    | Real Salt Lake                                |                                                        | 1         | 2         |
| Manitoba                         | 1.399.900              |                                                           |                                                                                                |                                                                                | Winnipeg Jets                                      |                                               | Blue Bombers                                           | 1         | 2         |
| Oklahoma                         | 4.020.000              |                                                           |                                                                                                | Oklahoma City Thunder                                                          |                                                    |                                               |                                                        | 1         | 1         |
| Kansas                           | 2.940.000              |                                                           |                                                                                                |                                                                                |                                                    | Sporting Kansas City                          |                                                        | 0         | 1         |
| Saskatchewan                     | 1.189.200              |                                                           |                                                                                                |                                                                                |                                                    |                                               | Saskatchewan Roughriders                               | 0         | 1         |
| Gesamt                           |                        | 32                                                        | 30                                                                                             | 30                                                                             | 32                                                 | 29                                            | 9                                                      | 124       | 162       |